# Orde van Verdienste van de Nationale Opbouw

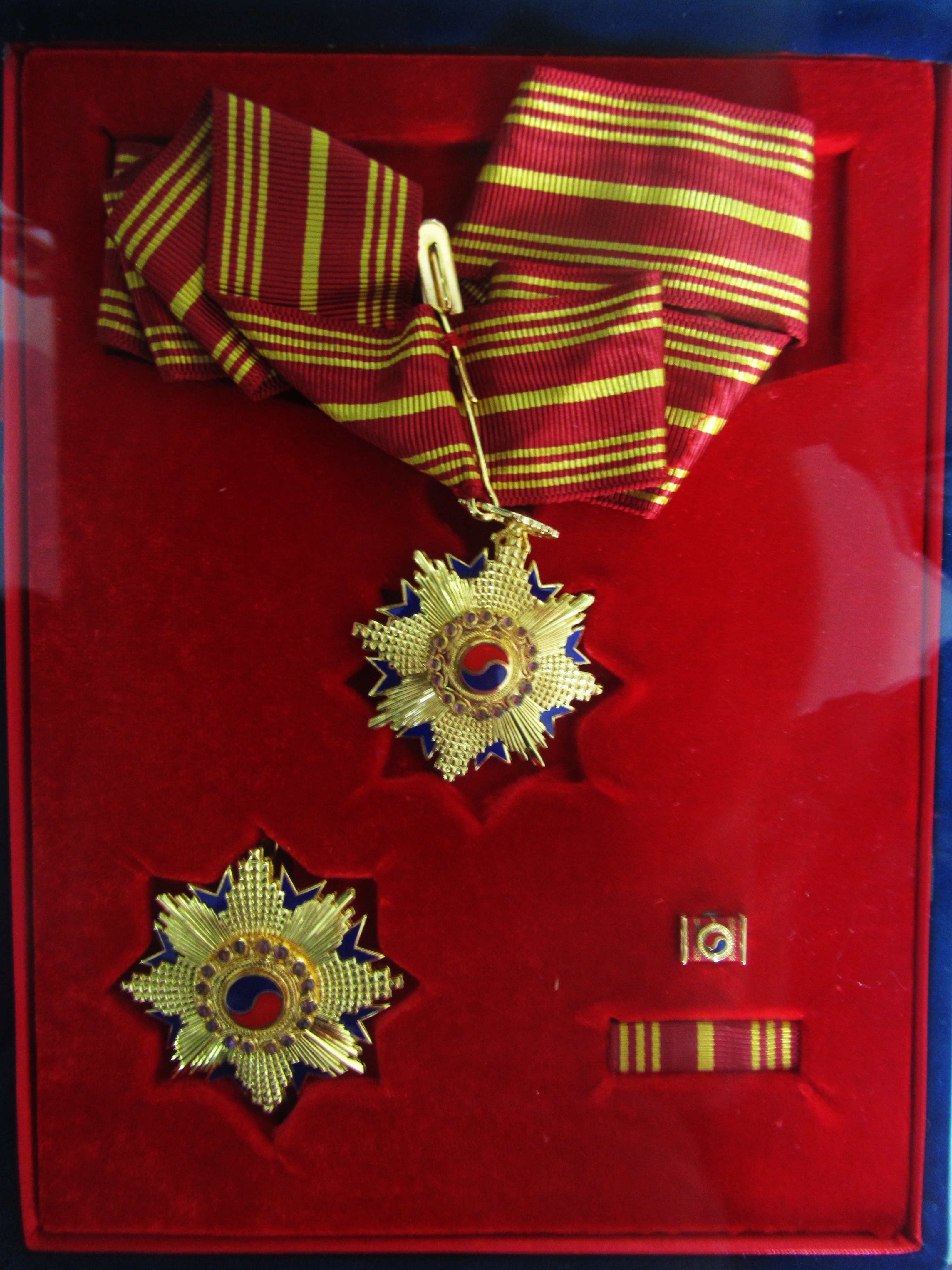
Orde van Verdienste van de Nationale Opbouw

De Orde van Verdienste van de Nationale Opbouw (Koreaans: 건국훈장 , Geonguk Honjang), werd in 1949 ingesteld en dient als beloning voor het opbouwen van de Koreaanse Republiek oftewel Zuid-Korea.
Er zijn vijf graden. Deze orde is onderverdeeld in:
- De Orde van de Republiek (een grootkruis)
- De Orde van de President (een grootkruis)
- De Orde van Onafhankelijkheid (een commandeurskruis met ster)
- De Orde van Vaderlandslievendheid (een officierskruis)
- De Orde van de Nationale Trots (een officierskruis)

In de Engelse vertalingen gebruiken de Koreanen de begrippen "medal" en "order" door elkaar. Elders heten deze graden dus "Medaille van de Republiek" et cetera.